# 王尼
王尼（？—？），字孝孙，城阳（今山东省鄄城縣南）人，西晋大臣。

## 生平
王尼本兵家子，寓居洛阳，初为护军府军士，后来免去兵籍，投靠依附东海王司马越。经常讽谏司马越，得到司马越的尊敬。后来，西晋北方大乱，他避乱到江夏，投靠荆州刺史王澄。王澄死后，荆州饥荒，王尼和他的儿子都被饿死。

## 延伸阅读
[在维基数据编辑]
 《晉書·卷049》，出自房玄齡《晉書》